# IBCラジオドラマチック競馬中継〜生の感動!!みちのくレース
IBCラジオ実況中継 岩手競馬クロス（アイビーシーラジオじっきょうちゅうけい いわてけいばクロス）は、IBC岩手放送（IBCラジオ）で放送されている競馬中継番組である。提供は岩手県競馬組合。

## 番組タイトルの変遷
- 黎明期～1990年代半ば「IBCラジオ水沢競馬実況中継」（アイビーシーラジオみずさわけいばじっきょうちゅうけい）または「IBCラジオ盛岡競馬実況中継」（アイビーシーラジオもりおかけいばじっきょうちゅうけい）。
- 1990年代半ば～2000年度「感動へのトライアル～IBCラジオドラマチック競馬中継」（かんどうへのトライアル アイビーシーラジオドラマチックけいばちゅうけい）。
- 2001年度～2008年度「IBCラジオドラマチック競馬中継〜生の感動!!みちのくレース」（アイビーシーラジオドラマチックけいばちゅうけい なまのかんどう!!みちのくレース）。
- 2009年度「ザ・レーシング!!〜みちのくレース競馬中継〜」（ザレーシング!! みちのくレースけいばちゅうけい）。
- 2010年度～2012年度「勝ちそー実況中継」（かちそーじっきょうちゅうけい）。
- 2013年度～2014年度「感激そのまま!IBCラジオ岩手競馬かちそー実況中継」（かんげきそのまま!アイビーシーラジオいわてけいばかちそーじっきょうちゅうけい）。
- 2015年度～2022年度「IBCラジオ実況中継 岩手競馬クロス(X)」
- 2023年度～「IBCラジオ実況中継 いわて競馬クロス(X)」

## 放送日時・放送内容
- 毎週日曜午後、「のりこの週刊おばさん白書」内[1]の他、16:30以降にレースがある場合は単独の放送枠を設ける（2015年 - 2017年度は16:30～18:00、9月上旬頃からは放送時間が17:30までに短縮される[2]、2018年4月からは17:00～18:30、2021年4月からは17:00～18:25）[3]（盛岡・水沢両競馬場のレースを実況生中継）。中継期間は毎年4月から翌年1月第1日曜まで[4]。
- 関連番組として「競馬のはなし」（毎週土曜日「神山浩樹ののびのびサタデー」内。2024年3月までは「ワイドステーション」金曜日に内包されていた）があり、かつては「岩手競馬ダイジェスト」（日曜 17:55 - 18:00）が放送されていた。
- 競馬場の関係者インタビューや場内のリポート、2014年からは競馬場に訪れた客にインタビューを行っている。

## 出演者
- 加藤久智（実況、1978年 -）
- 長谷川拳杜
- 井丸貴拡（実況、2023年 -）
- 志田陽菜（アシスタント、2020年10月 -）

## かつて担当していた実況アナウンサー
- 神田勇（開始当初 - 1985年）
- 菊池充（詳細不明、1978年頃「第1回アラブ大賞典」を実況?）
- 加藤憲一（詳細不明）
- 佐藤宏邦（1985 - 2003年）
- 吉井祥博（1987 - 1995年）
- 村松文代（1983 - ?年）
- 小長谷悠紀（1992年前後）
- 井上学（1993 - 1996年）
- 岩下賢一郎（1996 - 2002年）
- 大澤幹朗（1997 - 2001年）
- 今川渡祥（1997 - 2003年）
- 浅見智（2004年のみ）
- 瀬谷佳子（1999 - 2012年）
- 大原崇史（2008 - 2011年）
- 高橋圭太（2012 - 2016年1月）
- 清水康志（2016 - 2023年3月）
- 冨田奈央子（アシスタント、2013 - 2016年3月）
- 佐藤穂乃可（アシスタント、2018 - 2021年1月）

## 解説者
現在
- 松尾康司（ケイシュウアドバイザー兼いわて競馬マガジン「テシオ」編集長）
- 深田桂一（ケイシュウ）

過去
- 菅原岩雄（1971 - 1985年、現・菅原食品代表）
- 小野寺峯雄（詳細不明、いわて馬→ケイシュウ）
- 阿部靖（1974 - 1999年、ケイシュウ）
- 和賀幹夫（? - 2005年、いわて馬）
- 高橋（? - 1994年?、勝馬）
- 中村秀吉（2000 - 2003年、ケイシュウ）
- 小山浩（2001年 - 、エイカン　※ラジオのみ出演）
- 黒丸哲也（2000年 - 、エイカン）

## 中央競馬中継について
- 盛岡・水沢競馬場及びテレトラック種市（JRA種市場外発売所）で発売するJRAのメインレースは、GIレースは岩手競馬冬季休催期間も含めて生中継（ニッポン放送『日曜競馬ニッポン』をネット）しているが、それ以外のレースは中継をしていない。

## 番組の特色
- 日曜の午後に放送しているこの番組は「IBC TOP40」時代から今日まで継続されており、岩手競馬のレースの模様を中継している。以前は第8レースから第10レースまでの中継だったが、2006年4月からは中継レースが一つ増え、第7レースから第10レースまで、2013年からは第11レースまでの中継となっている。
- さらにIBCテレビでも岩手競馬のダートグレードレースをIBC競馬ライブとして中継することがある。
- レギュラー開始は1983年4月、1971年から1982年までは不定期での放送だった。一時期、不定期に土曜や平日にも中継を行ったり、IBCテレビが中継するときは、テレビ・ラジオで同時放送したこともある。
- 元々は、ワイド番組の中で『何かやっている所へ行って中継しよう』と言うノリで、ラジオカーが競馬場へ行き、行われていたレースを中継したのが始まりだった。
- 黎明期の中継は、IBCに競馬実況出来るアナウンサーがおらず、東京（TBS）から競馬実況のアナウンサーを招いていた。
- 日本で2番目の女性実況アナウンサーとして、村松文代アナウンサーをデビューさせた。
- かつては「きょうの競馬」「あすの競馬」「IBC競馬速報」「競馬ステーション」「盛岡・水沢競馬ホット情報」等の結果や展望、トピックスといったミニ番組も数多く放送されていた。
- 地方競馬をレギュラー枠でレース中継をする唯一のAMラジオ番組である。
- かつて、番組内で岩手競馬マガジン「テシオ」編集長を務める松尾康司が登場する「やっぱり血がさわぐ」と言う、10年以上続いた名物長寿コーナーがあった。
- ラジオの競馬中継番組では珍しく、リスナーからリクエスト曲を募集したうえで、その一部をレースの中継や着順・払戻金発表の合間にフルコーラスで流している。中継対象の盛岡・水沢競馬に限らず、馬とのつながりを窺わせる曲（「歌詞のフレーズや歌手・作詞者・作曲者の氏名の一部に『馬』や『駒』を使用」「歌手・作詞者・作曲者の中に馬主が実在」など）のリクエストに対しては、「うまうまリクエスト」[5]と認定したうえで、投稿したリスナーに「トリプルペン」（IBCのノベルティグッズである3色のボールペン）をプレゼント。

## IBCと岩手競馬
- 岩手競馬自体が存廃に揺れている中、ラジオで岩手競馬を取り上げたスペシャル番組が何回か放送されている。報道機関の手前上、『中立』を強調しているものの、心情としては明らかに応援（＝存続）のスタンスをとっている。地方競馬全般にレース中継や関連番組が極めて少ない中、岩手競馬は群を抜いて多く、IBCがテレビ・ラジオ両方で長年ファン拡大に貢献してきたという来歴も関係している[6]。

## 東日本大震災の影響
- 2011年3月11日に発生した東日本大震災の影響で岩手競馬は3月特別開催が中止され、2011年レギュラーシーズン開幕は5月にずれ込む事が決まった。よってIBCラジオの同年シーズンの岩手競馬中継も5月以降に始まる事となり、それまでは震災関連情報中心の編成となった。